# Фандрал
Фандрал Лихой (англ. Fandral the Dashing) — персонаж, появившийся в комиксах издательства Marvel Comics. Он является членом Воинственной Троицы, трио асгардских авантюристов, состоящих из Фандрала, Хогуна Угрюмого и Вольштагга Доблестного. Они являются членами команды поддержки бога Тора в комиксах Marvel и обычно обеспечивают комическое облегчение и побочные приключения. Фандрал был изображён Джошем Далласом в фильме кинематографической вселенной Marvel «Тор», а также Закари Ливайем в лентах «Тор 2: Царство тьмы» и «Тор: Рагнарёк».

## История публикации
Фандрал впервые появился в Journey into Mystery #119 (август 1965) и был создан Стэном Ли и Джеком Кирби.
Писатель Стэн Ли основал Фандрала на публичной персоне актёра Эррола Флинна.

## Биография
Фандрал — воин Асгарда и авантюрист. Он неудержимый мошенник и романтик. Его храбрость и оптимизм часто ставят группу в крайне невыгодные позиции как многократно указывал мрачный Хогун. Фандрал считает себя непревзойдённым дамским мужчиной и часто изображается с участием молодых дам. Его фактический успех у этих дам в лучшем случае прерывистый, но как таковой, даёт множество возможностей для юмористических результатов. Несмотря на эти недостатки, он обладает чрезмерно благородным духом и всегда поступает правильно, не думая о своей личной безопасности или процветании.
Фандрал участвовал в большом количестве приключений и квестов, будучи членом Воинственной Троицы, как союзник Тора и сам по себе. Фандрал присоединился к поиску силы, которая разрушила Оверсорд Асгарда. Он помог подавить мятеж, возглавляемый Локи, несмотря на то, что Локи был тем, кто первым нанял Фандрала на поиски Оверсворда. Он помог отразить атаку Летающих Троллей Тройхейма. Он помог победить силы Харокина. Фандрал и другие асгардцы участвовали в церемониях, удостоенных Харокина; многочисленные битвы военачальника разбивали его тело и он умирал. Асгардцы уважали мужество человека в битве и стремились увидеть его как воина. Он сражался с драконом Фафниром. Тор, Фандрал, Вольштагг и Хогун столкнулись и в конечном счёте победили Могула Мистическую Гору. Это было важно для Хогуна, поскольку Могул убил его семью. Он помог защитить Асгард от Разрушителя. Он встречался с Халком.
Фандрал помог защитить Асгард против Мангога.. Он встретил Серебряного Сёрфера. Он сражался с Термальным человеком. Он помог защитить Асгард от Суртура. Он помог Тору спастись от Мефисто. Он был очарован Бесконечностью и был вынужден сразиться с Тором, а затем сражался с Бальдером, Сиф и другими Асгардцами. Он сражался с Локи. Он был отправлен в квест Одина, но вернулся, чтобы снова помочь защитить Асгард против Мангога. Он сражался с Эго-Праймом, был сослан на Землю, но затем был похищен Мефисто и в конечном итоге освобождён Тором. Он помог Тору сразиться с Меркурио. С Тором и компанией он отправился на поиски, чтобы найти пропавшего Одина. Он сражался с работорговцами Сшшгаром, Меркурио и Ксором. Он победил доппельгангеров, созданных волшебником Игроном.
Позднее Фандрал сразился с Зарком. Он победил разбойников в Нью-Йорке Он помог уничтожить узурпаторов Мангога и Игрона. Он отправился на поиски, чтобы найти Одина, который снова пропал без вести. Он сражался со Спаром, Серой Гаргульей и Оставшимися в живых. Он победил Палача и Чаровницы. Он сражался с Разрушителем и Локи. Он помог защитить Асгард против Рагнарёка. Он сражался с драконом Фафниром. Он встретил Юных Богов. Он встретил Искру, которую похитили в Асгарде.
Фандрал позже помог вернуть Асгард от сил Тюра. Он спас Бога Браги. Он сражался с силами Суртура на Земле Он отправился в Чикаго, чтобы решить дела альтер эго Тора, доктора Дона Блейка. Он столкнулся с Могучей Кучкой в Нью-Йорке. Он столкнулся с Солнечным Пятном из Новых Мутантов. Столкнувшись с трудностями, которые были приняты Вольштаггом приютившего двух приёмных смертных детей, Кевина и Мика и он заверяет их, что другие Воины будут там для них и всех детей Хогуна. «Приёмные сыновья Вольштагга Доблестного не меньше, чем потомки ВСЕЙ Воинственной Троицы».
Позднее Фандра преодолел тайную чуму. Он победил грифоподобное существо. Он помог защитить Асгард против сил Сета.
Фандрал однажды отправился на миссию по ремонту вреда, сделанной Локи, и спасти Морда, жениха, жизненно необходимого для безопасности Асгарда. Во время этого, на Острове Фрейи, норвежской Богини Любви, он узнаёт, что его женственные способы глубоко вредили многим женщинам, управляя даже последней почти до самоубийства. Он преодолевается великим стыдом и заявляет Фрейе: «Для нечеловека я превозносил блаженство».
Затем Фандрал отправился с Тором на поиски, чтобы найти Улагга. Он помог Мстителям сразиться с Бластааром. Он был спасён от «Летящих троллей» Новыми Мутантами. Фандрал также сражался с Юмиром.
Фандрал рассказывает о путешествии на Землю и о его последующем браке с женщиной по имени Мариан. Период времени и другие детали указывают на то, что Фандрал таким образом, является источником мифа Робин Гуда. Однако это не указано явно в пересчёте Фандрала и другие источники предполагают, что легенда Робин Гуда (в Мировой Вселенной) имеет другой источник.
Однажды Тор и Воинственная Троица отправляются на поиски в качестве наказания за случайное убийство вражеского гиганта в мирное время: они должны собрать священные предметы по всему миру со специальным правилом Тора, которому не разрешено использовать его уру-молот Мьёльнир в бою. Хотя гиганты оказываются ненадёжными и не готовы принять победу группы после того, как они выполнили задачу, используя уникальные возможности каждого воина, приключение в конечном итоге подходит к концу.
Фандрал рано погибает в финальной битве при Рагнарёке. Воинственная Троица попадает под стрельбу из летающего корабля Нагльфара и Вольштагг — единственный из трио, кто выжил. Другие, погибшие в одной битве, такие как Хеймдалль, были найдены живыми и здоровыми на Земле. Фандрал был в конечном итоге обнаружен Тором в Африке под именем человека Тревора Ньюли, англичанина и восстановил его в Асгардскую форму.
Фандрал считается одним из многих защитников Асгарда, когда он атакует криминальные силы Земли. Фандрал и несколько друзей проводят время в Сан-Франциско как смертные, преследуемые нежитью-людоедами. Они спасены командой супергероев под названием «Новые Мутанты».
Когда младшая версия Локи подозревается в предательстве своего народа силам Суртура, Вольштагг предлагает поместить обманщика под арест. Тор протестует, ведя прямо к нему, сражаясь с Воинственной Троицей в нефатальном рукопашном бою. Вскоре после того, как руководство асгардского разоблачено, Фандрал принял временное королевское судно Вольштагга.
Когда Тор исчезает, а Мьёльнир выбирает женщину-владельца, Хогун и Фандрал отправляются на поиски Одинсона по всей галактике. Это особенно важно, так как сам Один стал иррациональным. Вольштагг выбирает, чтобы остаться позади, взяв на себя многие обязанности, в том числе заботу о Женщине-Торе, Джейн Фостер, которая заболела.

## Силы и способности
Фандрал является членом расы сверхлюдей, известных как Асгардцы. Как и все асгардцы, он обладает сверхчеловеческой силой, скоростью, ловкостью, выносливостью и долговечностью.
Фандрал — мастер-фехтовальщик и превосходный боевой воин. Он очень хорошо разбирается в использовании всего холодного оружия, а его сверхчеловеческая ловкость, скорость и манёвренность значительно выше среднего асгардского мужчины. Сам Тор упоминает Фандрала как «лучшего из нас с клинком». Как и все асгардцы, кость, кожа и мышцы Фандрала примерно в 3 раза плотнее обычного человека, что даёт ему чрезвычайно высокую устойчивость к травмам и сверхчеловеческой силе.
Фандрал ездит на лошади по имени «Огненное копыто». Он также может использовать Асгардский Звёздный глушитель для транспортировки.

## Альтернативные версии

### Guardians of the Galaxy
В Guardians of the Galaxy Фандрал все ещё жив и здоров в 31-м веке.

### Earth X
В альтернативной реальности Земли Икс Асгардцы были на самом деле инопланетянами, которыми манипулировали Целестиалы, полагавшими, что они были богами скандинавских мифов. Когда ложь была раскрыта, «Фандрал» и другие асгардцы ненадолго возобновили свою чужеродную форму, но позже вернулись к своим асгардским формам.

### Marvel Zombies
В истории 2007 года в альтернативной вселенной Marvel Zombies многие герои посещают брифинг Ника Фьюри о том, как бороться с зомби чумой, в том числе с Фандралом.

### Marvel Adventures
В 2010 году Воинственная Троица делают краткое появление во вселенной Marvel Adventures в поддерживающихся способностях.

### Mutant X
В том же году Фандрал является одним из многих, кто сражается с Потусторонним и умирает в реальности Mutant X

### Thor: The Mighty Avenger
Также в 2010 году молодой Тор встречает Воинственную Троицу в Thor: The Mighty Avenger. В этом контексте Тор не совсем уверен в своём прошлом или своей цели в жизни. Фандрал и другие хотя и преданные своему другу, должны хранить от него секреты

### Ultimate Marvel
Фандрал и Воинственная Троица появляются в Ultimate Marvel, сначала имея вспомогательную роль в Ultimate Comics: Thor. Позднее он был убит вместе со всеми другими асгардцами в Ultimate Comics: The Ultimates. Фандрал не назван ни одним персонажем непосредственно в тех случаях, когда он появился и концептуальном искусстве, персонажа в сборнике «в мягкой обложке» Ultimate Comics: Thor называют «Фальстафом».

### What if…?
В истории What If под названиемWhat If the X-Men Stayed in Asgard? (рус. Что если Люди Икс станутся в Асгарде) Фандрал влюбляется в Шельму, одну из Людей Икс, оставшихся в Асгарде, после того, как она обнаруживает, что её сила поглощения не влияет на асгардцев. Когда они вступают в брак, Фандрал уходит в отставку и его место среди Воинственной Троицы занято Ночным Змеем.

## Вне комиксов

### Телевидение
- Воинственная Троица появляется в «Отряде Супергероев», озвученные Томасом Кенни. В эпизоде «О брат» он и другие члены Воинственной Троицы показаны в сражении с армией «Ледяных гигантов». В эпизодах «Ментальный организм, предназначенный только для поцелуев» и «Захватчик из темного измерения», он, Хогун и Вольштагг показаны в воспоминаниях в группе с Тором. В эпизоде «Lo, How Mighty Hath Abdicated», Фандрал сообщает Одина статус Тору с Супергероями.
- Фандрал появляется в мультсериале «Мстители. Величайшие герои Земли», озвученный Крисом Коксом.
- Фандрал появляется в мультсериале «Халк и агенты У.Д.А.Р.» в эпизоде «Для Асгарда», озвученный Бенджамином ДискинОм. Он помогает своим товарищам-воинам из Воинственной Троицы, Тору, Хеймдаллю и Агентам У. Д. А. Р. в борьбе с Малекитом Проклятым и его Тёмными Эльфами. В ходе этого эпизода Фандрал проявил интерес к Женщине-Халку и попытался поцеловать её. Однако Женщине-Халк он показался ей довольно враждебным и отвергла его, хотя во время церемонии награждения она молча попросила его «позвонить ей».
- Фандрал появляется в мультсериале «Стражи Галактики» «Асгардская война. Часть первая: молниеносные удары», озвученный Тревором Девалом. Он сопровождает Тора в войне против «Спартакса».

### Фильмы
- Фандрал появляется в анимационном DVD фильме «Халк против Тора», озвученый Джонатаном Холмсом. Он вместе с остальными из Воинственной Троицы вслепую отправился на битву с Халком[70].
- Фандрал появляется в анимационном DVD фильме «Тор: Сказания Асгарда», озвученый Алистером Абеллом[71].
- Фандрал появляется в фильме Тор, где играет Джошуа Даллас. Закари Ливай, звезда телесериала «Чак», изначально был настроен играть Фандрала, но ему пришлось отказаться, когда заказ 3 сезона был увеличен с 13 до 19 эпизодов[72]. Актёр Стюарт Таунсенд, который также был избран в роли, оставил производство со ссылкой на творческие различия[73].
- Фандрала играл Закари Ливай в «Тор 2: Царство тьмы»[74], заменяющий Далласа после того, как актёр принял на себя обязательство телесериала «Однажды в сказке», создав конфликты в расписании[75]. Ливай повторяет свою роль, хотя и кратко в «Тор: Рагнарёк»[76]. Его роль расширяется от комического рельефа в первом фильме, поскольку он помогает Тору покинуть Асгард. Охранял Бифрост со Скурджем и другим из Воинственной Троицы Вольштаггом, когда Хела прибывает в Асгард после победы над Тором и Локи. Вольштагг требует её личности, прежде чем он сразу же оказывается убит ею. Фандрал пытается отомстить за него, но он даже не доходит до неё перед своей смертью и предательства Скурджа.

### Видеоигры
- Фандрал появляется как верный персонаж в «Marvel: Avengers Alliance» Он взаимодействует специально с Вольштаггом или Хогуном, если он включён в партию игроков.
- Фандрал появляется в MMORPG «Marvel Heroes» во время 3-го рейдового столкновения с башнеобразной структурой «Монолит», установленной в области огня Муспельхейма, где он должен быть защищён, чтобы помочь игроку сбить защиту «Монолита».
- Фандрал появляется в качестве играбельного персонажа в «Lego Marvel’s Avengers», озвученый Бенджамином Дискином.
- Фандрал появляется в качестве играбельного персонажа в «Marvel Future Fight» для мобильных устройств от Netmarble.

### Игрушки
Фигурка Фандрала будет выпущена в версии Hasbro 3.75 «Thor: The Mighty Avenger».